# Ablatīvus absolūtus
Ablatīvus absolūtus (аблатив апсолутни, слободни/независни аблатив) је латинска партиципска конструкција, која може да замени временску, узрочну, допусну и погодбену реченицу и да стоји потпуно самостално. Састоји се из именице или заменице у аблативу и партиципа (презента или перфекта) који се уз њу слаже у роду, броју и падежу. Уместо партиципа могу стајати именице који значе част, службу или људско доба као нпр. consul, praetor, dux, adiutor, auctor, puer, senex или придеви као што су invitus, vivus, ignarus, salvus, plenus.
На српски језик аблатив апсолутни може се превести:
- саставном реченицом (и, па, те, ни, нити)
- једном од зависних реченица (најчешће временском, ређе узрочном, допусном или погодбеном)
- Глаголски прилог прошли
- предложним изразима (Cesare duce под вођством Цезара),
- уколико се састоји из именице и имена, преводи се изразом за време (Cicerone consula за време Цицероновог конзуловања).[2]

Пример аблатива апсолутног са вредношћу временске реченице
Када је Цезар победио Помпеја, кренуо је у Азију/Пошто је победио Помпеја, Цезар је кренуо у Азију.

## Рефренце
1. ↑   Б. Шијачки-Маневић, Граматика латинског језика, Београд 1996, стр. 247-51.
2. ↑  Z. Milanović, Gramatika latinskog jezika, Zemun 2008, str. 155-56.